# 왜계백제관료
왜계백제관료(倭系百済官僚)는 왜국 사람이면서 백제를 섬긴 관료들을 뜻한다. 《일본서기》, 《속일본기》 등 일본의 사료에 등장하며 《삼국사기》 등 한국측 자료에서는 확인되지 않는다.

## 배경
왜계 백제 관료의 출현 시기는 긴메이조부터 비다쓰조(540년대 ~ 580년대)로 여겨진다. 이들에게 왜계 성씨를 물려준 부친이 백제에 건너가 활동한 시기는 이들보다 한 세대 전이 되어야 하므로, 일본에선 게이타이조, 백제에서는 무령왕 시기에 해당한다. 이들이 6세기 초 이전에 백제로 이동한 것은 의심할 여지가 없으며, 그 기점은 475년 한성 백제의 붕괴로 지목된다. 백제의 부흥을 위해 왜국도 적극적으로 개입을 시도했으며, 이 과정에서 왜국의 공식 사절뿐만 아니라 왜국 호족의 비공식적인 이동도 있었던 것으로 추정된다. 왜계 백제 관료의 아버지가 조선에 체류한 기간은 장기, 단기, 영주 등 다양한 형태였을 것이며, 체류 중에 태어난 아이가 성장하여 백제에 봉사한 것이 바로 왜계 백제 관료라 할 수 있다.

## 역할
가사이 와진(笠井倭人)은 "일계 백제 관료 기용의 의의는... 백제의 남하 체제를 강화하려는 데 있었다"며, "백제의 대왜 관계 외교가 가장 긴요성을 높였을 때, 백제의 기대를 안고 기용되어... 양국의 가교적 존재로서 활약했다"고 지적하고 있다. 그는 고구려의 압박으로 인해 백제가 수도를 한성에서 웅진으로 천도함에 따라, 한반도 남부로의 진출을 추진하는 과정에서 왜국과의 연계 필요성을 인정하고 왜인을 관료로 채용한 것으로 이해하고 있다.
다나카 후미오(田中史生)는 "여러 왕권과 다중적으로 관계된 이들"로, "왕권 외교를 그 현장에서 담당하기를 기대받았다"고 지적하고 있으며, 백제는 남천에 따라 세력 회복을 위해 남진 정책을 추진했지만, 그를 위해서는 왜국과의 외교적 협조가 필요했기 때문에 왜인을 관료로 기용했다고 본다. 그러나 왜인은 왜 왕권과도 결합한 상태로 남아 있었으며, 그 두 속성을 통해 외교 현장에서 일본과 백제 간의 이해관계를 조정했다는 것이다.
김기섭(金起燮)은 백제의 대중국 외교에 종사한 인물들 대부분이 중국계 백제인이었던 것처럼 (장위, 장무, 고달, 회매, 모유, 양무, 왕새, 진명, 왕변나, 왕효린, 연문진 등), 백제가 왜계 백제 관료에게 기대한 것은 야마토 정권의 대백제 군사 지원을 주로 하는 대왜 관계의 다리 역할이었기 때문에, 대왜 외교에 왜계 외교관을 등용했다고 지적하고 있다.

## 목록

### 《일본서기》
- 수적압산(穂積臣押山, 호즈미노오시야마)
- 사나노아비다(斯那奴阿比多, 시나노노아히타)
- 기미마사(紀彌麻沙, 키노미마사)
- 물부마기모(物部麻奇牟, 모노노베노마카무)
- 사나노차주(斯那奴次酒, 시나노노시수)
- 물부용가다(物部用歌多, 모노노베노요우가다)
- 허세가마(許勢哥麻, 고세노카마)
- 과야신라(科野新羅, 시나누노시라기)
- 물부오(物部烏, 모노노베노카쿠)
- 일라(日羅, 니치라)
- 기주신(旣酒臣, 고세노오미)
- 인지미(印支弥, 이키미)
- 길비신(吉備臣, 기비노오미)
- 하내직(河内直, 가후치노아타이)
- 왈좌분실(曰佐分屋, 오사후무오쿠)
- 하내부아사비다(河内部阿斯比多, 가와치베노아시히타)
- 유지신(有至臣, 우치노오미)

## 참고 자료
- 仁藤敦史 (2019년 9월). 《倭・百済間の人的交通と外交 : 倭人の移住と倭系百済官僚 (古墳時代・三国時代における日朝関係史の再構築 : 倭と栄山江流域の関係を中心に)》. 国立歴史民俗博物館研究報告 217. 国立歴史民俗博物館. 다음 글자 무시됨: ‘和書’ (도움말)
- 전덕재 (2017년 7월). “한국 고대사회 外來人의 존재양태와 사회적 역할”. 《東洋學 第68輯》 (檀国大学校). 122-125면. 2022년 4월 23일에 원본 문서 (PDF)에서 보존된 문서. 다음 글자 무시됨: ‘檀國大學東洋學硏究院’ (도움말)
- 李在碩 (2000년 12월 1일). 《소위 倭系百濟官僚와 야마토 王權》. 韓國古代史硏究 20집. 韓國古代史學會. 다음 글자 무시됨: ‘和書’ (도움말)